# 詹姆斯·艾沃里
詹姆斯·艾沃里（英語：James Ivory，1765年3月12日—1842年6月23日）是一位英国数学家和神学家，曾在1826年和1839年两次获得皇家奖章，1815年当选皇家学会会士。